# Герцик, Эдмунд Рафаилович
Эдмунд Рафаилович Герцик (1897—1980) — советский инженер-нефтяник, дважды лауреат Сталинской премии.

## Биография
- В 1931 году окончил Грозненский нефтяной институт.
- 1931—1942 — инженер, заведующий отделом Апшеронского нефтепромысла, начальник строительства, главный инженер сажевых заводов, главный инженер Хадыженского нефтепромыслового района, главный инженер треста «Майнефть», главный инженер Майкопнефтекомбината;
- 1942—1943 — главный инженер Казахстаннефтекомбината;
- 1943—1944 — заместитель начальника Краснодарнефтекомбината;
- 1945—1951 — главный инженер объединения «Краснодарнефть»;
- 1951—1953 — главный инженер Главвостокнефтедобычи;
- 1953—1957 — главный инженер объединения «Дальнефть»,
- 1958—1959 — главный технолог по подземному хранению газа Главгаза СССР;
- 1959—1973 — главный инженер проекта ВНИИ, руководитель группы ВНИИОЭНГ.

## Награды
- Сталинская премия второй степени (1948 год) — за коренные усовершенствования методов поисков нефти, приведшие к открытию новых месторождений;
- Сталинская премия третьей степени (1950 год) — за разработку и внедрение эффективного метода увеличения добычи нефти;
- Орден Ленина;
- Медаль «За оборону Кавказа»;
- Почётный нефтяник (1967);
- Ордена, медали.

## Ссылка
- Герцик Эдмунд Рафаилович (1897—1980)
- ОТКЗ